# Отац и син
„Отац и син” је југословенски ТВ филм из 1986. године. Режирао га је Зоран Танасковић а сценарио је написао Радослав Братић.

## Улоге
| Глумац                   | Улога    |
| ------------------------ | -------- |
| Стојан Столе Аранђеловић | Мојсије  |
| Љубивоје Тадић           | Вујица   |
| Петар Божовић            | Шпиро    |
| Миодраг Мики Крстовић    | Голуб    |
| Љиљана Крстић            | Косара   |
| Љиљана Благојевић        | дјевојка |
| Драгомир Фелба           | Брљо     |
| Вељко Мандић             | Ставро   |